# Williams Creek (Indiana)
Williams Creek – miasto w Stanach Zjednoczonych, w stanie Indiana, w hrabstwie Marion.